# Gauliga Berlin-Brandenburg
La Gauliga Berlin-Brandenburg era la principale manifestazione calcistica nelle province prussiane di Brandeburgo e Berlino fra il 1933 ed il 1945. Poco dopo la nascita della lega il regime nazista riorganizzò le regioni amministrative della Germania e le due province passarono ad essere altrettanti Gau.

## Storia
La lega venne introdotta nel 1933 in occasione della riforma del sistema calcistico tedesco e sostituì la Oberliga Berlin-Brandenburg, che fino ad allora era il più alto livello di gioco regionale. La Gauliga Berlin-Brandenburg fu fondata con dodici club, dieci da Berlino e due da Brandeburgo, che si sfidarono con un girone all'italiana; il vincitore si qualificava per il campionato nazionale tedesco, mentre le ultime tre classificate retrocedevano. La stagione seguente i partecipanti si ridussero ad undici, nel 1935-36 a dieci, con due sole retrocessioni. Questo sistema rimase in vigore fino al 1939.
Le squadre di questa regione non ebbero particolare successo a livello nazionale fra il 1933 ed il 1945: nessuna di loro riuscì a raggiungere una finale di campionato o di coppa. Dopo che l'Herta Berlino era riuscita nel record di sei finali di campionato consecutive dal 1926 al 1931, questi insuccessi segnarono un momento di declino del calcio berlinese.
Nella stagione 1939-40 infatti la lega fu divisa in due gruppi da sei squadre, con girone all'italiana e una finale in doppia partita per le prime classificate. Nel 1940-41 si tornò al girone unico, sempre con dodici squadre, ma con quattro retrocessioni, quindi si passò nuovamente al sistema pre-bellico: 10 squadre e due retrocessioni. Nell'ultima stagione, il 1944-45, la lega venne allargata a 11 club.
Il collasso del regime danneggiò molto lo svolgimento del campionato, che chiuse i battenti all'inizio del 1945, quando a sette partite dal termine il Berliner SV 92 era in testa alla classifica; dopo la conclusione della seconda guerra mondiale alcune squadre di questa Gauliga confluirono nella neonata Oberliga Berlin.

## Membri fondatori della lega
- BFC Viktoria 89
- Hertha BSC Berlin
- Tennis Borussia Berlin
- Blau-Weiß 90 Berlin
- Berliner SV 92
- SC Minerva 93 Berlin
- Union 06 Oberschöneweide
- Spandauer SV
- VfB Pankow
- BV Luckenwalde
- SC Wacker 04 Tegel
- SV Cottbus-Süd

## Vincitori e piazzati della Gauliga Berlin-Brandenburg
Di seguito vengono riportati il vincitore e il piazzato del campionato:
| Stagione | Vincitore                | Secondo posto        |
| 1933-34  | Viktoria Berlino         | Hertha Berlino       |
| 1934-35  | Hertha Berlino           | Viktoria Berlino     |
| 1935-36  | Berliner SV 1892         | SC Minerva 93 Berlin |
| 1936-37  | Hertha Berlino           | Berliner SV 1892     |
| 1937-38  | Berliner SV 1892         | Hertha Berlino       |
| 1938-39  | Blau-Weiß Berlin         | Hertha Berlino       |
| 1939-40  | Union 06 Oberschöneweide | Blau-Weiß Berlin     |
| 1940-41  | TeBe Berlino             | Hertha Berlino       |
| 1941-42  | Blau-Weiß Berlin         | TeBe Berlino         |
| 1942-43  | Berliner SV 1892         | SG Lufthansa Berlin  |
| 1943-44  | Hertha Berlino           | Luftwaffen SV Berlin |